# 四四式騎銃
四四式騎銃（よんよんしききじゅう）は、大日本帝国陸軍の騎銃（カービン）。英語圏ではType 44 carbine、Arisaka type 44などと呼称される。

## 解説

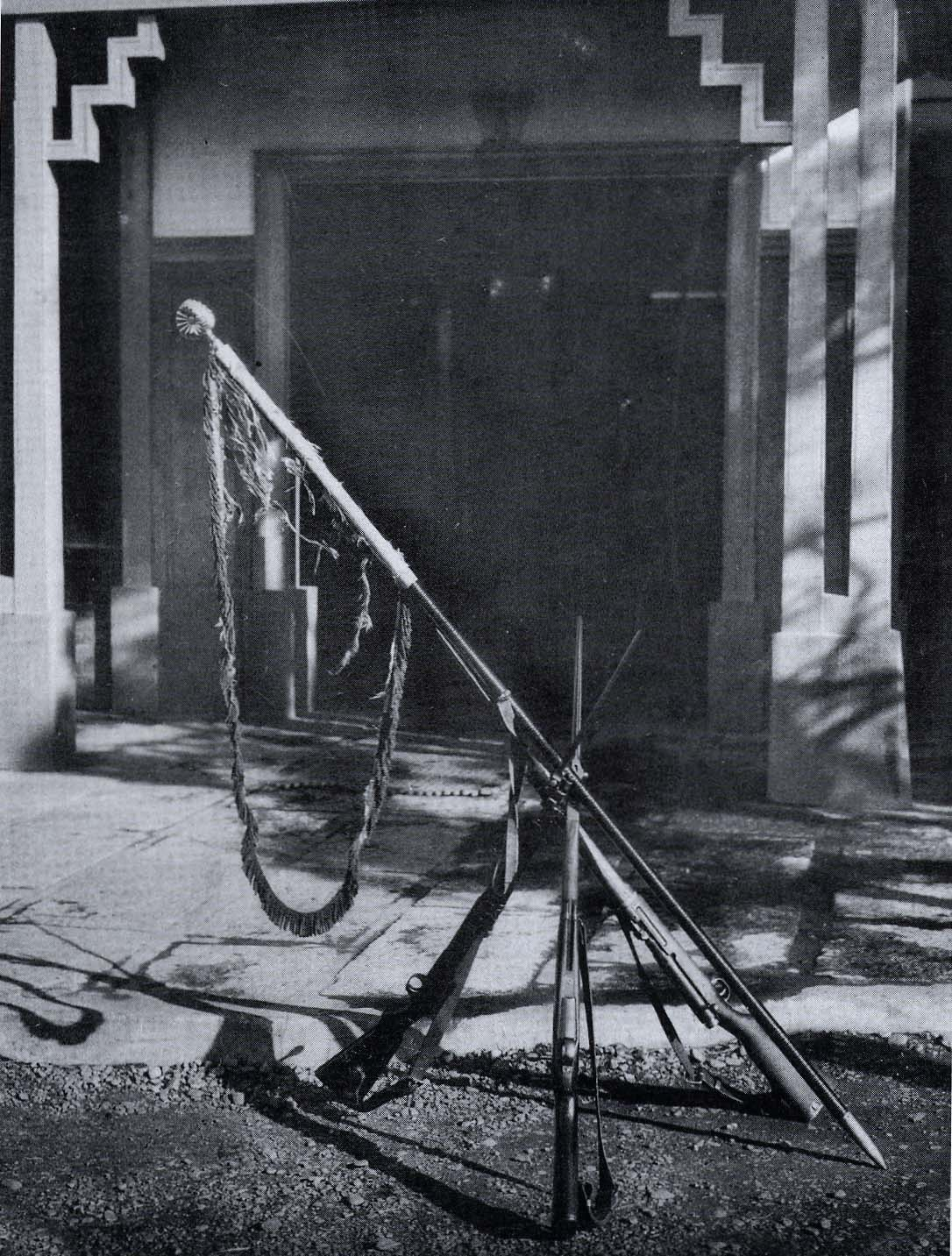
騎兵第16連隊の軍旗と四四式騎銃（叉銃状態）

本銃は1909年（明治42年）に開発が開始され、1911年（明治44年）に採用された。三八式歩兵銃の騎銃型である三八式騎銃をベースに、馬上での利便性など、更に騎兵用に特化させたものである。全長が長く重いモデルが多い有坂銃の中でも三八式騎銃ともども扱いやすい軽便銃として、騎兵を中心に、歩兵、砲兵、輜重兵、憲兵、挺進部隊（陸軍落下傘部隊）の挺進兵などでも使用された。
四四式騎銃の特徴は銃身先端部に装備された折りたたみ式の刺突型銃剣（スパイク・バヨネット）である。別個の三十年式銃剣を使用する三八式騎銃では、馬上で白兵戦になった場合の緊急時の着剣に難があり、さらに騎兵（下士官兵）は三十年式銃剣と三十二年式軍刀甲（共に鞍に装着する）を個々に装備することになってしまう。それらの問題点を解消するために銃と銃剣を一体化した新型騎銃が構想された。折りたたみ式銃剣の根元可動部は上帯を兼ね、銃身を覆う形で金属パーツで補強されており、その補強金具も銃身に接触することなく取り付けられているので、白兵戦になった場合は銃を痛めることなく銃剣格闘を行う事ができる構造になっている。折り畳んだ銃剣は銃床下面に設けられた凹溝に収められる。そのため柵杖（クリーニングロッド）を銃身下側に内蔵することができず、ねじ込み二分割式のものを銃床内に収納し、使用時は床尾板の蓋を開けて取り出し組み立てて使用する。
当初制式では起剣して射撃した際に弾道が安定しないと判明し、銃剣取付部を兼ねた上帯を強化したり、先台と木被の内側を銃身と干渉しないよう減肉するなど、3次程にわたって改良が加えられた。第二次世界大戦終戦まで使用され、一部は初期自衛隊でも使用された。四四式には直接の後継銃は設けられなかったが、7.7mmの九九式小銃が制式採用された1939年当時、四四式騎銃をそのまま7.7mm化した試製七・七粍騎銃 第二案が、三八式騎銃の7.7mm版である第一案と共に試作された事がある。但し、九九式短小銃の生産配備が最優先とされた事もあり、両者とも制式採用には至らなかった。また、二式小銃（二式テラ銃）を筆頭とする挺進部隊向けの空挺小銃（パラトルーパー・ライフル）の開発史において、二式小銃の制式採用以前、九九式短小銃を基に二式小銃に酷似した銃身分離構造を備えた試製テラ銃が開発された際に、四四式の折畳み銃剣が採用された事もあった。

## 登場作品

### 漫画
『朝霧の巫女』
平田篤瀧が使用。銃剣を展開して使用する描写がある。
『虹色のトロツキー』
主人公ウムボルトがノモンハンで使用。

### ゲーム
『メダル・オブ・オナー パシフィックアサルト』 (WINDOWS用PCゲーム)